# Tipula subsultans
Tipula subsultans är en tvåvingeart som först beskrevs av Franz Paula von Schrank 1803.  Tipula subsultans ingår i släktet Tipula och familjen svidknott.
Artens utbredningsområde är Tyskland. Inga underarter finns listade i Catalogue of Life.